# Dywizjon Przeciwpancerny 10 Brygady Kawalerii

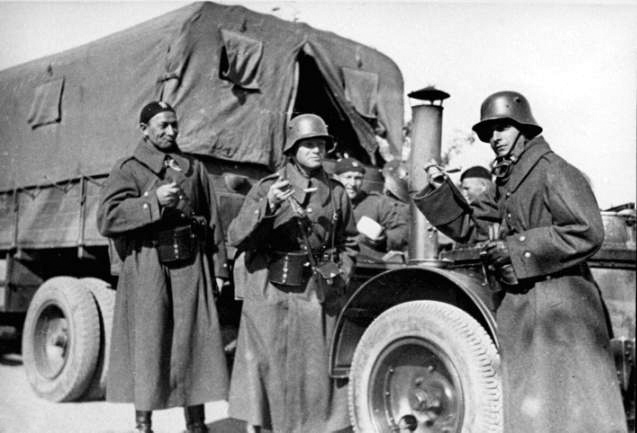
Oficerowie Dywizjonu Przeciwpancernego 10 BK przy kuchni polowej. Od lewej: por. Czesław Raczkowski, ppor. Zygmunt Patolski, ppor. Zbigniew Kopczyński

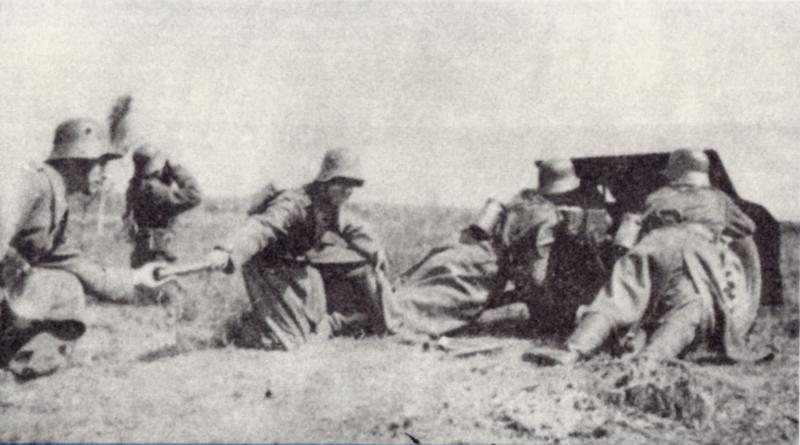
Dywizjon Przeciwpancerny 10 BK. Strzelanie na terenie Obozu Ćwiczeń Dęba-Rozalin w 1938.

Dywizjon Przeciwpancerny 10 Brygady Kawalerii – zmotoryzowany pododdział kawalerii Wojska Polskiego II RP.

## Historia dywizjonu
Na przełomie lipca i sierpnia 1937 oddział przeciwpancerny szkolił się w składzie 10 Brygady Kawalerii w Obozie Ćwiczebnym Barycz. 17–20 sierpnia 1937 uczestniczył w ćwiczeniu doświadczalnym pomiędzy 10 BK a 2 Dywizją Kawalerii na kierunku Radom-Opoczno. Dywizjon został sformowany 4 listopada 1937.
Dywizjon miał być w brygadzie szkieletem obrony przeciwpancernej, a sformowany był według etatów nr 11–13. Miejscem postoju dywizjonu był garnizon Rzeszów.
Szwadrony przeciwpancerne to bojowe pododdziały dywizjonu. Szwadron mógł w składzie dywizjonu wykonywać zadania lub mógł być przydzielony do pułku kawalerii zmotoryzowanej. Mógł działać całością sił lub rozdzielony plutonami do szwadronów kawalerii zmotoryzowanej. Podstawowym uzbrojeniem dywizjonu była 37 mm armata przeciwpancerna Bofors.
Dywizjon był jednostką mobilizującą. Zgodnie z planem mobilizacyjnym „W” mobilizował, w alarmie, w grupie jednostek oznaczonych kolorem czarnym, z terminem A+28 – pluton regulacji ruchu brygady i szwadron łączności brygady, z terminem A+32 – dowództwo dywizjonu, pluton łączności i dwa szwadrony przeciwpancerne.
W lipcu 1939, po ukończeniu Szkoły Podchorążych Rezerwy Kawalerii w Grudziądzu, zostali przydzieleni do dywizjonu kaprale podchorążowie rezerwy: Józef Mróz i Jerzy Thommé.
2 września 1939 szwadron rotmistrza Kiersza wchodził w skład obsady odcinka „Jordanów” pod dowództwem pułkownika Kazimierza Dworaka, natomiast 2 szwadron rotmistrza Rudnickiego zajmował pozycje na odcinku „Rabka”, którego dowódcą był podpułkownik Wojciech Wójcik.

## Struktura organizacyjna
Organizacja wojenna dywizjonu przeciwpancernego 10 Brygady Kawalerii L.dz. 3695/Mob/Org/39.
- dowódca dywizjonu
- poczet dowódcy
- oficer techniczny
- drużyna gospodarcza
- pluton łączności
- 1 szwadron przeciwpancerny
- 2 szwadron przeciwpancerny

## Obsada personalna w 1939
Obsada personalna i struktura organizacyjna w marcu 1939
- dowódca dywizjonu – ppłk dypl. Franciszek Stachowicz
- p.o. I zastępcy dowódcy – mjr Stanisław Maniak
- adiutant – rtm. Janusz II Rudnicki
- lekarz medycyny – por. lek. Eugeniusz Szpakowski
- oficer techniczny – kpt. br. panc. Henryk Gwiazdecki
- II zastępca dowódcy (kwatermistrz) – mjr Stanisław Roman Maniak[b]
- oficer mobilizacyjny – rtm. Jerzy Liehr
- zastępca oficera mobilizacyjnego – por. Zbigniew Józef Kopczyński
- oficer administracyjno-materiałowy – rtm. adm. (kaw.) Stanisław Henryk Szczucki
- dowódca plutonu gospodarczego – por. Tadeusz Franciszek Wróbel
- oficer gospodarczy – kpt. int. Jan Stanisław Bzowski
- oficer żywnościowy – por. Stefan Józef Wróbel
- dowódca plutonu łączności – por. Tadeusz Franciszek Wróbel[c]
- dowódca 1 szwadronu – por. Wiesław Kajetan Kiersz
- dowódca plutonu – por. Czesław Raczkowski
- dowódca 2 szwadronu – rtm. adm. (kaw.) Witold Bourdon
- dowódca plutonu – por. Jan Kazimierz Stanisław Frączek
- dowódca plutonu – por. Zygmunt Władysław Patolski
- na kursie – rtm. Janusz Władysław Dąbrowski

Obsada personalna dywizjonu we wrześniu 1939
- dowódca dywizjonu – ppłk kaw. Zygmunt Moszczeński
- adiutant – por. Zygmunt Patolski[e]
- oficer techniczny – kpt. br. panc. Henryk Gwiazdecki[f]
- oficer żywnościowy – por. Stefan Wróbel
- dowódca plutonu łączności – por. Tadeusz Wróbel
- dowódca 1 szwadronu – por. kaw. Wiesław Kajetan Kiersz-Leliwa[g]
  - dowódca I plutonu – ppor. rez. Wiktor Rozwadowski[h]
  - dowódca II plutonu – pchor. rez. Mróz[i]
  - dowódca III plutonu – ppor. rez. kaw. Tadeusz Pasionek[j]
- dowódca 2 szwadronu – rtm. Janusz II Rudnicki[k]
  - dowódca I plutonu – ppor. rez. kaw. Antoni Bober[l]
  - dowódca II plutonu – ppor. rez. kaw. Marian Plichta[m]
  - dowódca III plutonu – NN

## Barwy dywizjonu
Do 1939 żołnierze dyonu nosili na kołnierzach kurtek i płaszczy proporczyki projektu ówczesnego dowódcy 10 Brygady Kawalerii, pułkownika dyplomowanego Antoniego Trzaska-Durskiego – szkarłatno-pomarańczowe z czarnym trójkątem.
4 marca 1938 Minister Spraw Wojskowych, generał dywizji Tadeusz Kasprzycki wprowadził dla żołnierzy dywizjonu przeciwpancernego:
1. na kołnierzach kurtek i płaszczy – proporczyki szkarłatno-pomarańczowe z czarnym trójkątem pośrodku, przy czym barwa szkarłatna winna być u góry, pomarańczowa zaś u dołu,
2. szkarłatne sukienne otoki do czapek garnizonowych,
3. szkarłatne sukienne lampasy przy długich ciemnogranatowych spodniach tzw. „szaserach”: podwójne z wypustką barwy pomarańczowej dla oficerów i chorążych oraz pojedyncze dla podoficerów zawodowych[16].